# Every Time (canção de Janet Jackson)
"Every Time" é uma canção gravada pela cantora norte-americana Janet Jackson, para seu sexto álbum de estúdio The Velvet Rope (1997).

## Análise da crítica
A crítica da revista Billboard foi positiva, dizendo que "Every Time" "está em sintonia com as baladas mais memoráveis de Jackson, como "Let's Wait Awhile" e "Again", evocando as coisas que tornam Janet tão eficaz com este tipo de material delicado: Sua voz vibra com emoção enquanto praticamente sussurra sobre a promessa e o medo de um romance iminente, enquanto os firmes escritores/produtores Jimmy Jam & Terry Lewis envolvem seu vocal em torno de um refrão bonito e sensual. Esta música soa tão perfeita com o ritmo mais civil de queda, é uma decisão fácil em toda a linha [de rádio], no top 40, adult contemporary e R&B. Absolutamente destinada a ser uma de suas grandes".

## Desempenho comercial
O single teve um fraco desempenho nas paradas internacionais, atingindo o número 52 na Austrália, o número 67 na Alemanha e número 95 na França. Nos Estados Unidos não conseguiu pontuar na Billboard Hot 100, mas atingiu o número 25 em sua ramificação, Bubbling Under Hot 100 Singles.

## Videoclipe
O vídeo foi dirigido por Matthew Rolston e mostra Jackson parcialmente nua em meio a água.

## Faixas e formatos
CD promocional britânico (VSCDJ1720)
1. "Every Time" (album version) – 4:17

CD britânico  (VSCDT1720)
1. "Every Time" (album version) – 4:17
2. "Every Time" (Jam & Lewis Disco Remix) – 4:10
3. "Accept Me" – 4:07

CD promocional americano (DPRO-13637)
1. "Every Time" (album version) – 4:17
2. "Every Time" (Call Out Hook) – 0:21

12" europeu(VST1720)
1. "Every Time" (album version) – 4:17
2. "Every Time" (Jam & Lewis Disco Remix) – 4:10
3. "Every Time" (Jam & Lewis Disco Remix Instrumental) – 4:10

CD japonês(VJCP-12093)
1. "Every Time" (album version) – 4:17
2. "I Get Lonely" (Jason's Special Sauce Dub) – 6:44
3. "I Get Lonely" (The Jason Nevins Radio Remix) – 3:13

## Paradas
| Parada (1998/1999)                          | Melhor posição |
| ------------------------------------------- | -------------- |
| Australian Singles Chart                    | 52             |
| Dutch Top 40                                | 29             |
| French Singles Chart                        | 95             |
| German Singles Chart                        | 67             |
| New Zealand Singles Chart                   | 34             |
| Scottish Singles Chart                      | 54             |
| UK Singles Chart                            | 46             |
| UK R&B Singles Chart                        | 9              |
| US Billboard Bubbling Under Hot 100 Singles | 25             |